# Stupeň B1023 Falconu 9
Stupeň B1023 Falconu 9 je první stupeň rakety Falcon 9 vyráběné společností SpaceX. Poprvé tento první stupeň letěl při misi Thaicom 8, kdy úspěšně přistál na plošině Of Course I Still Love You. Byl to celkem čtvrtý první stupeň, který úspěšně přistál. Přistání bylo trochu tvrdší a stupeň se do přístavu vracel nakloněný ke straně. Následně byl stupeň zrenovován a upraven pro použití jako postranní blok pro premiérový let Falconu Heavy.

## Historie letů

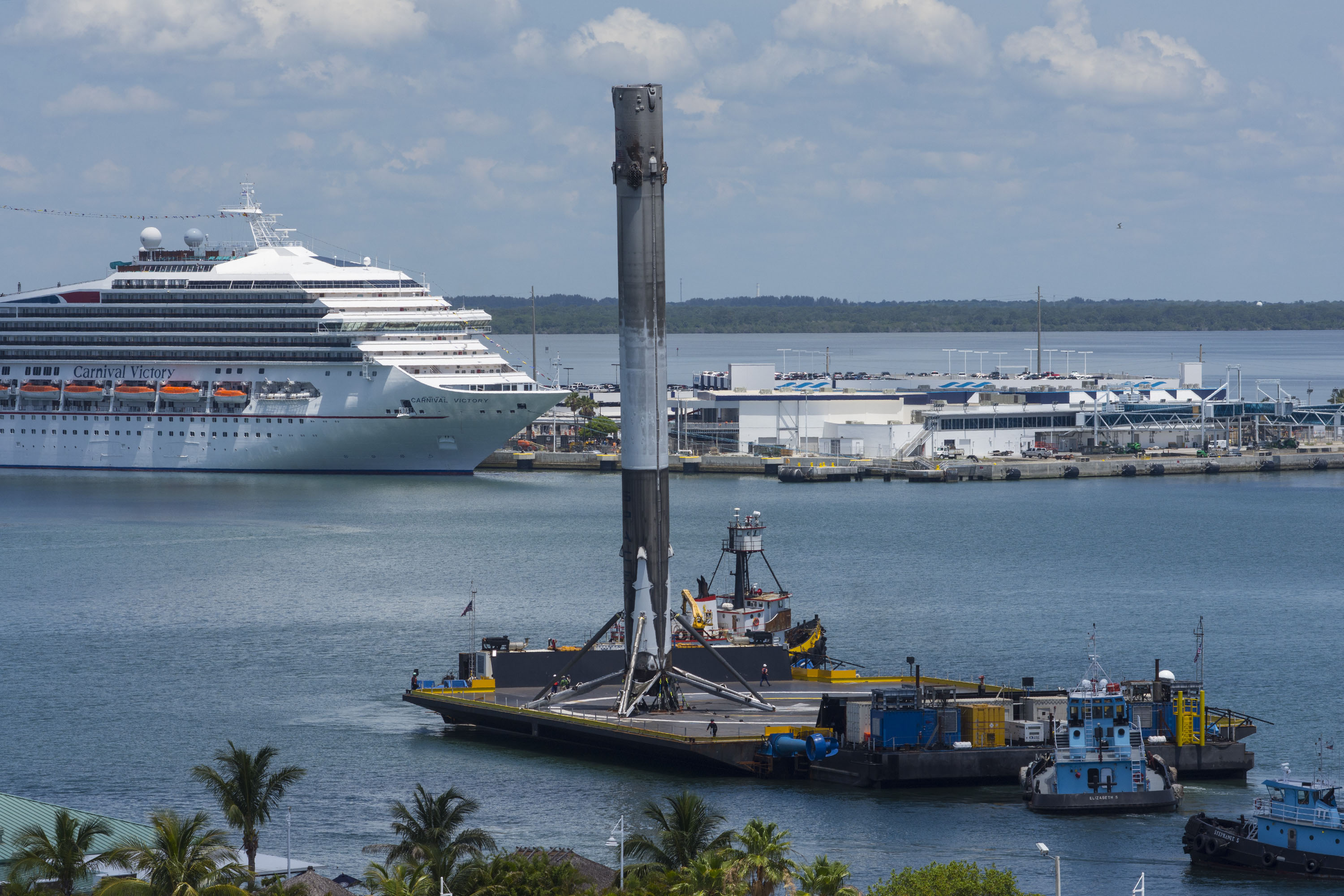
Příjezd do přístavu po misi Thaicom 8

| Číslo použití | Datum startu (UTC) | Let číslo        | Náklad                     | Start | Místo startu | Přistání | Místo přistání | Poznámky                                |
| ------------- | ------------------ | ---------------- | -------------------------- | ----- | ------------ | -------- | -------------- | --------------------------------------- |
| 1             | 27. května 2016    | Falcon 9 – 25    | Thaicom 8                  |       | CCAFS LC-40  |          | OCISLY         | Čtvrté úspěšné přistání prvního stupně. |
| 2             | 6. února 2018      | Falcon Heavy – 1 | Tesla Roadster Elona Muska |       | KSC LC-39A   |          | CCAFS LZ-1     | Zkušební let Falconu Heavy              |